# Muñomer del Peco
Muñomer del Peco è un comune spagnolo di 139 abitanti situato nella comunità autonoma di Castiglia e León.